# 山下埠頭駅
山下埠頭駅（やましたふとうえき）は、かつて神奈川県横浜市中区にあった日本国有鉄道（国鉄）東海道本線貨物支線（通称山下埠頭線）の貨物駅である。

## 歴史
1958年（昭和33年）に完成した横浜港山下埠頭へ、横浜市の港湾計画に従って臨港鉄道を敷設することになり、新港埠頭にある横浜港駅から線路を延長することになった。新港橋梁を渡って横浜税関のところまではすでに線路が敷かれていたが、その先は山下公園の中を通過することになることから、景観上の問題から反対運動が発生した。しかし経路を他に選択できないこと、日本経済発展のためやむを得ないことなどから、山下公園のもっとも山側を高架橋で通過することにし、桁の長いラーメン・ゲルバー構造の高架橋を下部を円形にして景観対策を行うことで、1961年（昭和36年）に着工された。しかし建設費の負担や開業後の運営管理を巡って国鉄と横浜市の間で協議が難航し、開通したのは1965年（昭和40年）7月1日のことになった。この区間の所管は横浜市となり、山下埠頭駅における入換作業は神奈川臨海鉄道に委託された。建設にあたって新規に敷設された線路は全長10,460 mあり、うち平面部9,250.93 m、高架部877.59 m、新港橋28.7 m、取付部302.78 m、建設費は8億4080万円であった。

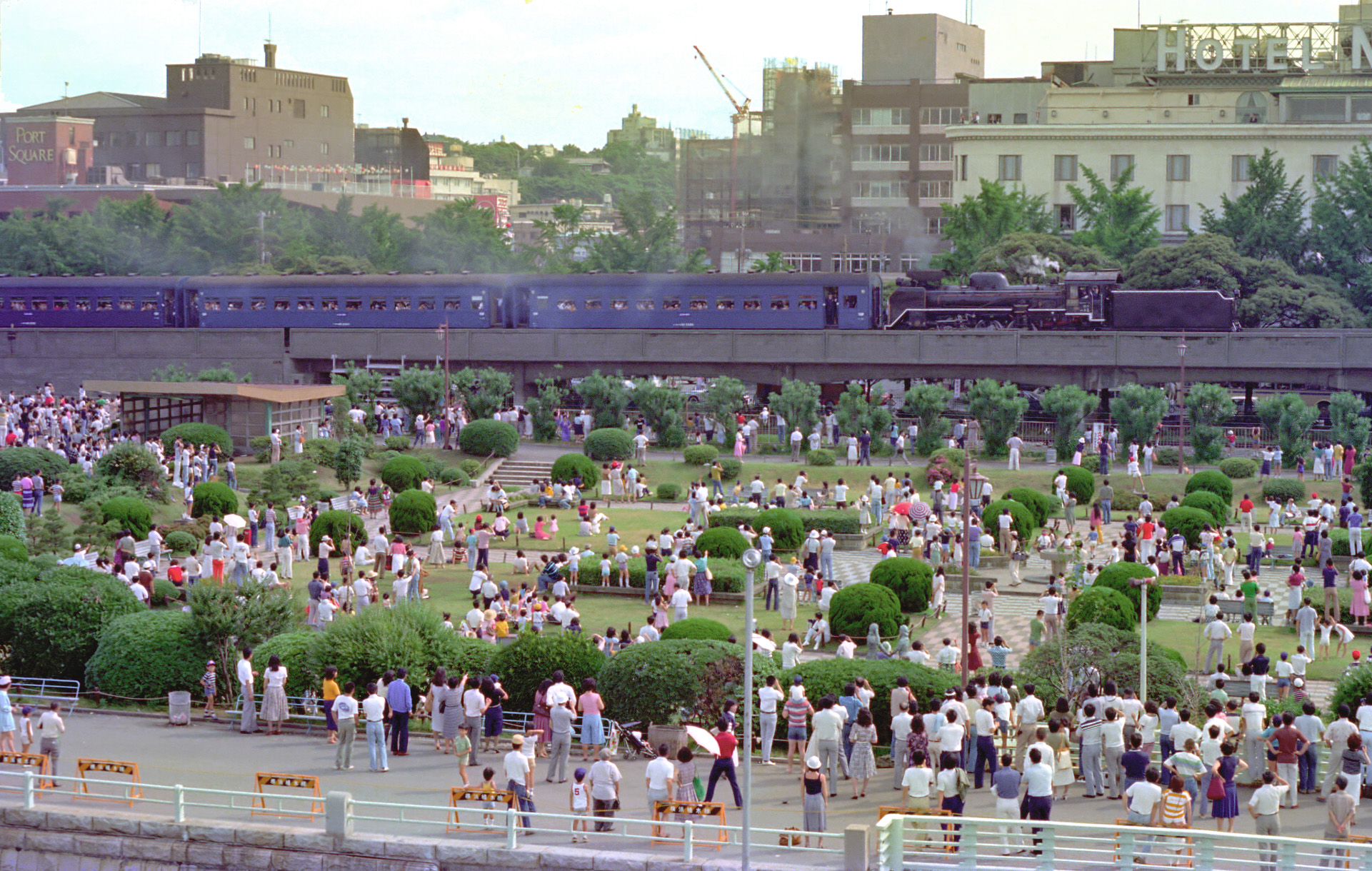
山下埠頭線を行く横浜開港120周年および横浜商工会議所創立100周年記念列車

開業以来貨物専用として使用されたが、1980年（昭和55年）6月13日から15日にかけて、横浜開港120周年および横浜商工会議所創立100周年を記念して、東横浜信号場 - 山下埠頭間で蒸気機関車 (SL) C58 1がスハ43系4両を牽引して1日3往復の旅客列車が設定された。山下埠頭駅開業以来初めての旅客列車であった。山下埠頭駅には転車台がないことから、帰路はバック運転（逆機）とされた。横浜の臨港線では何度か記念列車としてSLが運転されたが、これが最後のSLの運転となった。

開業後、1970年（昭和45年）までは取扱量が伸びて行ったが、その後は減少に転じた。またMM21計画の推進に伴って、桜木町周辺で貨物線が計画の支障となってきたことに加え国鉄のヤード方式貨物輸送が全廃されるタイミングも重なり、国鉄最後のダイヤ改正が行われた1986年（昭和61年）11月1日付で廃止となった。

廃止後、横浜博覧会に際して1989年（平成元年）3月25日から10月1日まで、残されていた線路を利用してレトロ調気動車の運転が行われた。山下埠頭側では、氷川丸の前のあたりに山下公園駅が設置された。その後、山下公園内の高架橋は撤去工事が行われ、2000年（平成12年）秋に完了した。また新港橋梁付近から山下公園までの高架線は遊歩道に改装され、2002年（平成14年）3月2日に山下臨港線プロムナードとして公開された。山下埠頭内では線路は撤去されているが、埠頭の入口付近に残存している。

### 年表
- 1965年（昭和40年）7月1日：神奈川県横浜市中区山下町にて、営業範囲を、横浜市公共臨港線に発着する車扱貨物および駅接続専用線発着車扱貨物として開業する[9]。
- 1974年（昭和49年）10月1日：営業範囲を、車扱貨物（専用線・横浜市公共臨港線発着に限る。）とする[10]。
- 1980年（昭和55年）6月13日 - 15日：横浜開港120周年・横浜商工会議所創立100周年記念列車の運転。
- 1986年（昭和61年）11月1日：高島駅 - 当駅間の貨物運輸営業廃止に伴い廃駅[11][12]。

## 駅構造
山下埠頭の入口から、各倉庫の間に線路を分岐し、3本ある突堤内の一番先端まで敷設されていた。

## 利用状況
| 年度   | 年間貨物取扱量 | 年間貨物取扱量 |
| 年度   | 発送（千トン） | 到着（千トン） |
| ------ | -------------- | -------------- |
| 1966年 | 96             | 58             |
| 1967年 | 89             | 68             |
| 1968年 | 82             | 123            |
| 1969年 | 101            | 137            |
| 1970年 | 115            | 177            |
| 1971年 | 114            | 151            |
| 1972年 | 97             | 109            |
| 1973年 | 111            | 90             |
| 1974年 | 111            | 90             |
| 1975年 | 100            | 143            |
| 1976年 | 92             | 110            |
| 1977年 | 105            | 107            |
| 1978年 | 100            | 103            |
| 1979年 | 81             | 82             |
| 1980年 | 79             | 86             |
| 1981年 | 63             | 55             |
| 1982年 | 73             | 55             |

## 1985年時の常備貨車
- 麒麟麦酒所有
  - ホキ9800形（麦芽専用）26両
- サッポロビール所有
  - ホキ6600形（麦芽専用）14両

「昭和60年版私有貨車番号表」『トワイライトゾーンMANUAL13』ネコ・パブリッシング、2004年

## 隣の駅
日本国有鉄道
東海道本線（貨物支線）
高島駅 - （横浜港信号場） - 山下埠頭駅

### 書籍
- 長谷川弘和『横浜の鉄道物語』（初版）JTBパブリッシング、2004年11月1日。ISBN 4-533-05622-9。
- 横浜港振興協会・横浜港史刊行委員会 編『横浜港史 各論編』横浜市港湾局企画課、1989年。
- 横浜港振興協会・横浜港史刊行委員会 編『横浜港史 資料編』横浜市港湾局企画課、1989年。
- 横浜市港湾局 編『横浜港臨港鉄道調査』横浜市港湾局、1983年。

### 雑誌記事・論文
- 長谷川弘和「横浜臨港線の軌跡」『レイル』第27号、エリエイ出版部プレス・アイゼンバーン、1990年4月23日、13 - 30頁。
- 山田亮「横浜臨港線の歴史と現状」『鉄道ピクトリアル』第714号、電気車研究会、2002年3月、41 - 49頁。